# 농업환경연합
농업환경연합은 농업용수 수질오염 감시활동 및 환경정화사업, 이를 통한 우리농산물 보호육성, 경작감소 추세에 있는 소량재배농산물의 실태조사 및 지원사업을 목적으로 2007년 3월 8일 설립된 대한민국 농림축산식품부 소관의 사단법인이다. 사무실은 서울특별시 송파구 가락동 481에 있다.

## 주요 사업
- 농업용수 수질오염 감시활동 및 환경정화사업을 통한 우리농산물 보호육성
- 경작감소 추세에 있는 수량재배 농산물의 실태조사 및 지원사업